# カザフ自治ソビエト社会主義共和国

キルギス自治ソビエト社会主義共和国（1920年-1925年）
カザフ自治ソビエト社会主義共和国(1925年-1936年) 
Қазақ Автономиялы Социалистік Кеңес Республикасы

Казакская Автономная Социалистическая Советская Республика

国歌: インターナショナル (歌)

カザフ自治ソビエト社会主義共和国（カザフじちソビエトしゃかいしゅぎきょうわこく、カザフ語: Қазақ Автономиялы Социалистік Кеңес Республикасы, カザフ語ラテン翻字: Qazaq Avtonomïyalı Socïalïstik Keñes Respwblïkası、ロシア語: Казакская Автономная Социалистическая Советская Республика, ロシア語ラテン翻字: Kazakhskaya Avtonomnaya Sotsialisticheskaya Sovetskaya Respublika）またはカザフASSRは、ロシア・ソビエト連邦社会主義共和国内の自治共和国として、1920年から1936年まで存在した。
1920年8月26日にロシアSFSR内にキルギス自治ソビエト社会主義共和国（現在のキルギス共和国とは異なる）として設立され、1925年に、カザフ自治ソビエト社会主義共和国と改名された。1929年に、アルマトイを首都とした。1936年12月5日に、カザフ・ソビエト社会主義共和国に昇格した。

## 境界
1932年に、西の北西に、下部ヴォルガに接していて - ミドルヴォルガと、北東にウラル山脈、西シベリア、南に - キルギス自治ソビエト社会主義共和国 (1926-1936)で、南東に中華民国がある。

## 歴史
キルギスSSRの名前を変更し、1925年に設置された。1927年5月に共和国の首都はアルマ·アタに移動した、1928年8月では、すべてのカザフスタンの自治州を排除し、その領土は、13の郡と地区に分かれた。1932年3月には、共和国の領土は、6つの大きな領域に分割された。
- アクトベ領域（中央 - アクチュービンスク）
- アルマ·アタ地域（中央 - アルマ·アタ）
- 東カザフスタン地域（中央 - セミパラチンスク）
- 西カザフスタン地域（中央 - ウラルスク）
- カラガンダ地域（中央 - ペトロパブロフスク）
- 南カザフスタン地域（中央 - シムケント）

1934年12月に北西の小さな領域は、新たに形成されたオレンブルク領域に引き渡された。
1936年12月5日のスターリン憲法制定によってカザフASSRはソビエト連邦構成共和国に昇格し、カザフ・ソビエト社会主義共和国（カザフSSR）となった。

## 経済
1931年総生産における製造のシェアは36.8％（1927年から1928年の会計年度で18.4％）である。干し草畑が10万ヘクタール、95万人の牧草地40万ヘクタールを1931年に4000万人以上の耕作に適した土地にした。第五カ年計画の開始時にカザフスタンはソ連に穀物（主に小麦）の10％をあきらめた。1932年に、66％の農場や播種面積の85.6パーセントの集団農場ならびに組織約300国営農場の牛の大半が集団農場化した。

## 交通
1932年に鉄道の長さは5474キロ（1927年に3241キロ）であった。